# Jonas Leppin
Jonas Leppin (* 13. September 1983 in Volkmarsen) ist ein deutscher Journalist.

## Leben
Seine journalistische Tätigkeit begann bereits in seiner Jugend, in der er Chefredakteur der Schülerzeitung Umlauf war und Artikel für die Hessisch Niedersächsische Allgemeine veröffentlichte. Nach dem Studium der Politologie, Geschichte und Rechtswissenschaften, absolvierte er von 2009 bis 2010 seine Ausbildung an der Henri-Nannen-Schule in Hamburg. Seit 2010 ist er für Spiegel Online und das Nachrichtenmagazin Der Spiegel tätig. Dort betreute im Ressort Deutschland den Uni SPIEGEL und arbeitete als Kultur-Redakteur. Von 2015 bis 2016 war er Redakteur beim Manager Magazin der SPIEGEL-Gruppe. Seit 2016 ist er Chef vom Dienst bei Spiegel Online am News Desk in Hamburg. Für das Format „Der Spiegel fragt...“ ist er neben Volker Weidermann und Markus Feldenkirchen als Moderator tätig
Jonas Leppin hat zahlreiche Artikel, sowie einen Podcast veröffentlicht.